# Tanque do Piauí
Tanque do Piauí là một đô thị thuộc bang Piauí, Brasil. Đô thị này có diện tích 377,042 km², dân số năm 2007 là 2637 người, mật độ 6,99 người/km².